# Bernardino Branca (imprenditore 1886)
Bernardino Branca (Milano, 7 marzo 1886 – Milano, 26 settembre 1957) è stato un imprenditore italiano, nipote dell'omonimo fondatore delle Distillerie Fratelli Branca. Dal 1936 conte di Romanico

## Biografia
Bernardino Branca nasce a Milano nel 1886, erede di terza generazione di una famiglia di imprenditori milanesi attivi nel settore liquoristico. Il nonno Bernardino (1802-1886), farmacista autodidatta, mette a punto nel 1845 la ricetta di un amaro tonico a base di erbe officinali, che inizia a produrre in un laboratorio in Porta Nuova a Milano e a commercializzare come rimedio medicamentoso con il nome di Fernet-Branca.
Entrato in azienda in giovanissima età, Bernardino Branca partecipa alla prima guerra mondiale come volontario, in qualità di ufficiale di cavalleria. Nel giugno del 1917 assume ufficialmente la direzione della distilleria, che nel gennaio dell'anno successivo provvede a trasformare in società per azioni con un capitale di sei milioni di lire, aumentato pochi mesi dopo a quindici milioni. Negli anni seguenti mostra un notevole dinamismo imprenditoriale, avviando un radicale ammodernamento dello fabbrica di via Resegone – costruita ad inizio secolo per sostituire il piccolo stabilimento di Porta Nuova –, e investendo risorse cospicue nel miglioramento delle tecniche di lavorazione e nell'estensione della gamma di prodotto (fra gli altri entrano in produzione liquori quali Chartreuse, Tamarindo, Alchermes, Anisetta e Maraschino).
La presenza dell'azienda sul mercato internazionale viene sensibilmente rafforzata a partire dalla metà degli anni venti attraverso la costruzione all'estero di propri stabilimenti di produzione. Si tratta di una scelta utile per ridurre i costi di trasporto e distribuzione, ma che soprattutto permette di aggirare gli ostacoli che la diffusione di politiche economiche di tipo protezionista sta cominciando a frapporre alla penetrazione dei prodotti Branca. Nel 1926 viene completata la costruzione di uno stabilimento a Saint-Louis, in Alsazia, che viene destinato alla produzione di liquori per il mercato francese. Nello stesso anno viene concessa l'autorizzazione alla ditta Hofer & C. di Buenos Aires, concessionaria esclusiva per la vendita del Fernet in Sudamerica, di fabbricare il liquore in Argentina, avvalendosi dell'estratto spedito dall'Italia, mentre nel 1927 è la volta della Fratelli Branca Gesellschaft, a cui viene affidata la gestione di uno stabilimento a Stoccarda. La politica di espansione viene infine completata, nel 1932, con la costituzione della Società anonima Fratelli Branca distillerie di Chiasso (Svizzera) e, in particolare, della Fratelli Branca Inc. (USA), quest'ultima contestuale all'apertura di uno stabilimento a New York. Accanto a queste consociate continuano ad operare alcune filiali commerciali – Vienna, Praga, Valencia e Magonza – che concorrono in maniera non marginale al successo sui principali mercati esteri.
La precoce internazionalizzazione dell'azienda, che pure mantiene in gran parte i caratteri organizzativi di un'impresa a conduzione familiare, si rivela fondamentale soprattutto nel corso degli anni trenta quando, a dispetto della stagnazione economica e del crollo del commercio internazionale, vengono acquisite sempre più ampie quote di mercato in Europa e soprattutto in Sudamerica, dove nel 1940 viene rilevato dal precedente concessionario il sito produttivo di Buenos Aires. Sul mercato italiano invece, su impulso diretto di Bernardino Branca, viene ripresa ed estesa la politica di estensione e differenziazione della gamma di prodotto, che arriva ad includere alla fine del decennio oltre 400 articoli, fra cui spicca il Vieux Cognac Supérieur, che diventerà nel dopoguerra il Brandy Stravecchio Branca. Viene intensificato anche il ricorso a campagne pubblicitarie, fortemente caratterizzate dalla collaborazione di artisti e illustratori pubblicitari quali Leonetto Cappiello e il francese Jean d'Ylen.
Di grande importanza per l'ingresso definitivo della famiglia nell'élite imprenditoriale milanese è la partecipazione attiva di Bernardino Branca – già fra i maggiori finanziatori del Museo Teatrale della Scala nel 1913 e consigliere comunale dal 1918 – agli avvenimenti e alle iniziative culturali che animano il capoluogo lombardo in questi anni. Un impegno, che unito ai meriti imprenditoriali, gli varrà il conferimento nel 1936 del titolo di conte di Romanico.
Lo scoppio del secondo conflitto mondiale pone l'azienda di fronte a problemi drammatici. Le difficoltà – in una prima fase avvertite soprattutto nel reperimento di alcune materie prime – si acuiscono in particolare dopo l'ingresso in guerra degli Stati Uniti nel 1941, e il conseguente sequestro della filiale di New York. Il blocco dei beni viene poco dopo esteso anche alla consociata di Buenos Aires, in seguito alla decisione dell'Argentina, che pure ha conservato la sua neutralità, di assumere il controllo delle filiali delle imprese tedesche e italiane operanti nel Paese. Privata dei suoi principali mercati esteri (nel 1935 la produzione del solo stabilimento argentino aveva superato quella della casa madre), la Branca è poi costretta ad interrompere l'attività nell'agosto del 1943, in seguito al bombardamento dello stabilimento milanese.
Nonostante i costi materiali della ricostruzione siano ingenti – al termine del conflitto risultano praticamente distrutti anche gli impianti francese e tedesco – la ripresa postbellica si rivela piuttosto rapida: la produzione per il mercato italiano ritorna sui livelli anteguerra nel 1948, mentre all'inizio degli anni cinquanta anche le unità produttive di Saint-Louis, Stoccarda e Chiasso rientrano in funzione a pieno ritmo e nuove sedi commerciali vengono aperte in Lussemburgo, Cecoslovacchia ed Egitto. La rinascita dell'azienda è accompagnata da un rinnovato impegno in campo pubblicitario, nell'ambito del quale alle forme tradizionali di comunicazione grafica viene affiancato il ricorso ai canali radiofonico e cinematografico.
La lunga carriera imprenditoriale di Bernardino Branca si conclude nel 1955, due anni prima della sua morte, con le dimissioni prima dalla carica di presidente e successivamente da quella di amministratore delegato, e con il passaggio del testimone ai figli Stefano (1927), Pierluigi (1928-1999), Giuseppe (1931) e Carlo (1938-1998). Bernardino Branca è sepolto nel Cimitero Monumentale di Milano.

## Archivio
Per una ricostruzione del profilo biografico di Bernardino Branca si possono consultare i documenti conservati presso l'Archivio storico della Fratelli Branca di Milano. Rilevante anche il Museo Branca, sempre annesso allo stabilimento di via Resegone, dotato di un rilevante patrimonio di materiali iconografici.